# クレヨンしんちゃん外伝 お・お・お・のしんのすけ
『クレヨンしんちゃん外伝 お・お・おのしんのすけ』（クレヨンしんちゃんがいでん お・お・おのしんのすけ）は、2017年5月31日から8月23日までAmazonプライム・ビデオで独占配信されたウェブアニメ。

## 概要
『クレヨンしんちゃん』25周年記念作品および、外伝シリーズ第4弾。予告編や関連記事においてはシーズン4と呼称される。原作とアニメも存在するが、話の内容は外伝シリーズオリジナルとなっている。

### スタッフ
監督は、テレビシリーズに放送開始当初から絵コンテで参加しており、『クレヨンしんちゃん オタケベ!カスカベ野生王国』と『クレヨンしんちゃん 超時空!嵐を呼ぶオラの花嫁』の監督を務めたしぎのあきらが、シリーズ構成及び脚本はテレビシリーズの演出・絵コンテ、『クレヨンしんちゃん ガチンコ!逆襲のロボとーちゃん』と『クレヨンしんちゃん 爆睡!ユメミーワールド大突撃』の監督を務めた髙橋渉が担当する。総作画監督は、前シーズン『クレヨンしんちゃん外伝 家族連れ狼』で数話作画監督を担当した岩永大蔵が担当する。キャラクターデザインも末吉裕一郎と共同で担当する。

## ストーリー
とある田舎の小さな町。最近この町では不思議な事件が多発していた。そこにやって来た妖怪園児「お・お・お・のしんのすけ」は、父である妖怪「タマタマ親父（ひろし）」と共に、家出した母の妖怪「ケツデカオババ（みさえ）」と妹の妖怪「大泣き娘（ひまわり）」を探しているという。町の小学生「桜ふみえ」が突然現れた謎の妖怪に襲われているところを助けるしんのすけ。この2人の出会いが、小さな町の壮大な妖怪事件簿の始まりであった。

## 本作のキャラクター
桜ふみえ
TVシリーズには本田ケイ子の姪の「最上川ふみえ」（アニメオリジナルキャラ）として登場。原作やTVシリーズにも登場している桜ミミ子やリリ子（劇場版『アクション仮面VSハイグレ魔王』に登場するミミ子の双子の姉）と瓜二つの少女。
ディーノ
オカマの妖怪ハンター。元は本業同様の一族だが､自身のやり方により追放された。妖怪捕獲に科学を加えた掃除機型武器で妖怪を吸ったり送り込んだりできる。
校長先生 / 町長
見た目は温厚な校長先生及び町長だが町を妖怪だらけにし町民を町から追い出そうと企んでいる。
モッサモサ
人間に忌み嫌われたムダ毛の怨念が集まった妖怪。取り憑かれたら、頭以外は全身にムダ毛を出させられる。
ポイポイババア
狂気じみた潔癖症の老婆妖怪。整理整頓を心がけるためか、大事な物も捨てる。
スパイス娘
元はスイーツが大好きな妖怪だが、辛い辛さからエスニック姿に変貌した（甘い物を食べさせればもとに戻る）。料理を何でも辛くする。
ユノハナー
温泉の成分から育つ妖怪植物。この妖怪が長く成分を取り込むと、人間を海水浴姿の陽気な者にしてしまう。
迷い手袋
忘れ去られた手袋が妖怪化。害を持たないが自由奔放に生きたい性質を持つ。
マツタケ大魔王
松茸を取り続けられる怒りから、人間をキノコにしようと企む菌類妖怪の王。
不景鬼
ディーノが廃墟から召喚した大群式妖怪。リーマンショックの影響で急速に住み場所を広げる為、世界経済を悪化させる。一匹でも疲れたらネガティブ思考にされる。
妖怪大統領
ぶりぶりざえもんの見た目をした妖怪。妖怪の中でも最強である。

## キャスト
- お・お・お・のしんのすけ - 矢島晶子
- ケツデカオババ - ならはしみき
- タマタマ親父 - 森川智之
- 大泣き娘 - こおろぎさとみ
- 桜ふみえ - 小桜エツコ
- シロ、キザ - 真柴摩利
- オニギリ - 一龍斎貞友
- ウサギ娘 - 林玉緒
- ボー - 佐藤智恵
- バブル姫 - 富沢美智恵
- ディーノ - 諏訪部順一
- 校長先生 / 町長 - 柴田秀勝
- 妖怪大統領 - 神谷浩史
- モッサモサ - 沼田祐介
- ポイポイババア - くじら
- スパイス娘 - 松井菜桜子
- コノハナー - 山崎たくみ
- 迷い手袋 - 藤原由林
- マツタケ大魔王 - 風間勇刀
- おじさん、主人 - 鈴木琢磨
- おばさん、夫人 - 西宏子
- 若い男、おじさん、コーラスA - 篠原孝太朗
- 若い女、息子、町のおばさん - 亜城めぐ
- 男子A - 大塚琴美
- 男子B、ビキニギャル - 佐藤恵
- 女子、女の子 - 中条智世、中村梨沙
- 女将 - 真山亜子
- 男 - 菅原淳一
- キノコ女 - 河野茉莉
- キノコ男 - 重松千晴
- コーラスB - 川崎芽衣子
- 不景鬼 - 伊藤節生、拝真之介
- 男、手下A、うみねこ - 大浪嘉仁
- 手下B - 熊本健太

## スタッフ
- 原作 - 臼井儀人（らくだ社）
- 連載 - 双葉社、まんがタウン
- シリーズ構成 - 髙橋渉
- キャラクターデザイン - 末吉裕一郎、岩永大蔵
- 総作画監督 - 岩永大蔵
- 動画検査 - CJT（第1・2・5・6・9・10・13話）、山口央（第3・4・7・8・11・12話）
- 動画 - 田中誠人（第9・10・13話）
- 色彩設計 - 伊東さき子
- 色指定 - 千葉智子（第1・2・5・6・9・10・13話）、高橋めぐみ（第3・4・8・11話）、中里洋介（第7・12話）
- 仕上 - CJT（第1・2・5・6・9・10・13話）、オレンジアニメーション（第3・4・7・8・11・12話）、MAP（第3・4・7・8話）
- 美術監督 - 柴田聡
- 背景 - スタジオフォレスト
- 撮影監督 - 牧野真人
- 撮影 - ライトフット
- 編集 - 岡安プロモーション、三宅圭貴
- ビデオ編集 - 東京現像所、金沢佳明
- 制作協力 - ブラボースタジオ（第1・2・5・6・9・10・13話）、ベガエンタテイメント（第3・4・7・8・11・12話）
- 制作デスク - 中島進（第1-4話）→谷澤吉紀（第5-13話）
- 制作進行 - 李ガラム（第1・2・5・6・9・10・13話）、滝島久美子（第3・4・7・8・11・12話）
- 音響監督 - 浦上靖之
- 音響制作 - AUDIO PLANNING U
- ミキサー - 田口信孝
- アシスタントミキサー - 鶴巻慶典
- 音響制作デスク - 土屋枝穂
- 音響効果 - 松田昭彦[注 1]（フィズサウンドクリエイション）
- 音楽 - サワグチカズヒコ
- 音楽制作 - イマジン、齋藤裕二、鈴木啓之
- メインタイトルロゴ - 村井香里（タイムマシン）
- 音楽協力 - テレビ朝日ミュージック
- 渉外担当 - 小久保聡（テレビ朝日）
- 事業プロデュース - テレビ朝日アニメプロジェクト
- プロデューサー - 松久智治、中世古裕美（テレビ朝日）、吉田有希、荒木元道（シンエイ動画）
- 監督・絵コンテ - しぎのあきら
- 配信元 - Amazonプライム・ビデオ
- 製作 - テレビ朝日、シンエイ動画

## 各話リスト
| 話数         | サブタイトル                     | 脚本         | 演出     | 作画監督 | 配信日         |
| ------------ | -------------------------------- | ------------ | -------- | -------- | -------------- |
| エピソード1  | 参上!お・お・お・のしんのすけ    | 髙橋渉       | 長友孝和 | 大豆一博 | 2017年 5月31日 |
| エピソード2  | 出動!ヨーカイバスターズ          | 髙橋渉       | 長友孝和 | 大豆一博 | 6月7日         |
| エピソード3  | 登校!教室の怪                    | 黒住光       | 西田健一 | 堀江祐   | 6月14日        |
| エピソード4  | 湯けむり!パーリーピーポー        | 黒住光       | 西田健一 | 堀江祐   | 6月21日        |
| エピソード5  | 雨音は迷子のセレナーデ           | しぎのあきら | 長友孝和 | 大豆一博 | 6月28日        |
| エピソード6  | 豊作!恐怖の森                    | 黒住光       | 長友孝和 | 大豆一博 | 7月5日         |
| エピソード7  | 前編!かーちゃんを追え            | 高橋渉       | 西田健一 | 堀江祐   | 7月12日        |
| エピソード8  | 後編!かーちゃんを追え            | 高橋渉       | 西田健一 | 堀江祐   | 7月19日        |
| エピソード9  | お別れ、そして、                 | 黒住光       | 長友孝和 | 大豆一博 | 7月26日        |
| エピソード10 | 崩壊!妖怪パニック                | 高橋渉       | 長友孝和 | 大豆一博 | 8月2日         |
| エピソード11 | 最凶!妖怪大統領                  | 黒住光       | 西田健一 | 堀江祐   | 8月9日         |
| エピソード12 | オラたちヨーカイバスターズ       | 高橋渉       | 西田健一 | 堀江祐   | 8月16日        |
| エピソード13 | さらば、お・お・お・のしんのすけ | 高橋渉       | 長友孝和 | 大豆一博 | 8月23日        |

## 主題歌
エンディングテーマ「オラはにんきもの 25thMIX」
作詞 - 里乃塚玲央 / 作曲 - 小杉保夫 / 編曲 - 前山田健一 / 歌 - のはらしんのすけ（声 - 矢島晶子）